# تئاتر ستاره (فیلم)

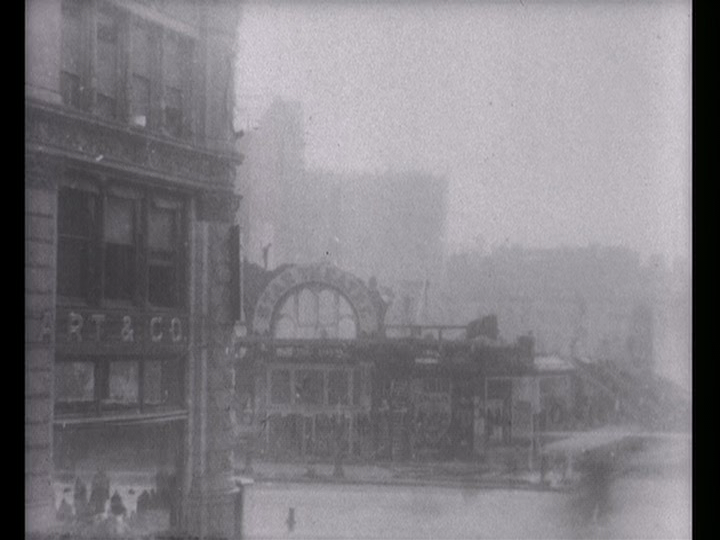
سکانسی از فیلم «تئاتر ستاره»

تئاتر ستاره (به انگلیسی: Star Theatre) فیلمی ۱ دقیقه و ۵۸ ثانیه‌ای به کارگردانی اف. اس. آرمیتاژ است.